# فضای مرده ۳
فضای مرده ۳ (به انگلیسی: Dead Space 3) یک بازی ویدئویی ترس و بقا است که توسط شرکت ویسرال گیمز ساخته شده و به‌وسیلهٔ شرکت الکترونیک آرتس برای پلی‌استیشن ۳، ایکس‌باکس ۳۶۰، و مایکروسافت ویندوز منتشر شده‌است. این بازی در فوریه ۲۰۱۳ در آمریکای شمالی و اروپا انتشار یافت.
این بازی سومین سری از بازی‌های فضای مرده به‌شمار می‌رود.